# Thierry Magnaldi
Pour les articles homonymes, voir Magnaldi.
 (janvier 2016).
Thierry Magnaldi, né le 13 octobre 1962 à Toulon, est un pilote moto français spécialisé en rallye-raid. Il compte dix-huit participations au Rallye Dakar dont une 2e place en 1999 en catégorie moto.

## Biographie
Né le 13 octobre 1962 à Toulon, Thierry Magnaldi est l’ainé d’une famille de quatre enfants. Son père possède une exploitation forestière au Beausset et n’a pas d’attrait particulier pour les sports mécaniques, mais sa mère a le goût de la vitesse. Rapidement, le jeune garçon se forge une réputation de casse-cou, intéressé par tout ce qui a deux roues. À 7 ans, Thierry n’hésite d’ailleurs pas à emprunter la mobylette de sa mère pour se promener. Adolescent, il travaille tout un été avec son père pour que celui-ci lui offre l’objet de ses rêves : un Fantic 50 cm3.
À 16 ans, il a déjà quitté l’école et travaille sur un chantier dans le Haut Var avec son père. Par négligence, il est alors victime d’un terrible accident de tracteur : après plusieurs tonneaux dans une pente, l’engin lui écrase les jambes, brise ses fémurs, sectionne une artère, déchire un nerf… Hospitalisé en urgence à Aix-en-Provence, il reste plusieurs jours entre la vie et la mort. Cette mésaventure, loin de l’encourager à plus de prudence, le motive tout au contraire à « vivre à fond et à courir en moto ! » Il dispute sa première course sur l’île d’Oléron et termine troisième.
Pour sa première année complète en compétition, en 1980, il obtient la 3e place du Championnat de France d'enduro 50 cm3. Trois ans plus tard, il est titré en 80 cm3. Aidé par un concessionnaire, il gagne le Championnat de France d'endurance tout terrain sur une 125 cm3 cross endurisée. Ce succès lui vaut une sélection dans l’équipe de Provence qu’il transforme en médaille d’or lors des 6 Jours d’Espagne. Il découvre l’univers des rallyes en disputant la Djerba 500 et se montre compétitif d’entrée de jeu, en décrochant deux victoires d’étapes et en terminant 4e. En 1987, il gagne le rallye de Calédonie et boucle celui de Tunisie sur une 600 4-temps à la 3e place. Sous les couleurs Honda, Thierry court son premier Dakar en 1989, mais chute alors qu’il est 4e et abandonne.
En 1991, il intègre l’équipe Yamaha et termine 3e des Pharaons et du Dakar. Il est en embuscade pour la victoire, mais s’égare dans la 10e étape, entre Kiffa et Tambacounda, et perd sa deuxième place au général. Le succès de Yamaha est cependant total avec ses trois pilotes officiels sur le podium, dans l’ordre Peterhansel, Lalay et Magnaldi. Toujours sous les couleurs Yamaha en 1992, il s’avère un ardent animateur du Paris-Sirte-Le Cap qu’il conclut en 5e position. Sur une moto de marque concurrente, il casse sa chaîne et pointe 73e au général dès la 2e étape du Paris-Dakar-Paris 1994. On le retrouve au guidon d’une Yamaha sur le Granada-Dakar l’année suivante et il y remporte une étape. Il sera de nouveau au départ des Dakar, mais pour KTM en 1996, 1997, 1998 et 1999 et cette dernière année y obtiendra son meilleur résultat, 2e derrière le regretté Richard Sainct. Après dix Dakar en moto et 7 victoires d’étapes au total, le Varois mène alors une reconversion sur quatre roues avec une spécialité ès-buggys, acquise chez Fast and Speed, Schlesser ou Gache. En 2005, il parvient à se classer 8e du classement général auto de l'épreuve, sa plus grande performance à ce jour dans cette catégorie.
En 2015, après deux ans d'absence, Thierry Magnaldi revient sur le Dakar au volant d'un buggy du team Dessoude.
Durant le Tour de France, il est le pilote d'une moto son de France.tv Sport. Après avoir conduit le journaliste Nicolas Geay, il conduit le consultant Thomas Voeckler en 2018, Thierry Adam en 2019 et 2020, puis retrouve Nicolas Geay en 2021.

## Palmarès Moto

### Titres
- Vainqueur de la Coupe du Monde des Rallyes-Raid 1999
- Champion du Monde d'enduro par équipe 1988
- Vainqueur de la Coupe de France d'enduro 1988
- Champion de France d'enduro 1983
- Champion de France d'endurance Tout-Terrain 1985 et 1987

### Rallye Dakar
- 1989: Abandon sur chute (Honda HRC)
- 1990: 4e (Yamaha)
- 1991: 3e (Yamaha)
- 1992: 5e (Yamaha)
- 1994: Abandon (Honda)
- 1995: Abandon (Yamaha)
- 1996: Abandon (KTM)
- 1997: (KTM)
- 1998: Abandon sur chute (KTM)
- 1999: 2e (KTM)

### Master Rallye
- 1992: 2e (Paris Pekin) (Yamaha)
- 1996: 2e (Paris Pekin) (Yamaha)
- 1997: Vainqueur (KTM)
- 1999: Vainqueur (KTM)

### Rallye du Maroc
- 1988: 12e (KTM)
- 1989: 10e (Honda HRC)
- 1990: 4e (Yamaha)
- 1992: Vainqueur (KTM)
- 1994: 2e (KTM)
- 1995: Vainqueur (KTM)
- 1996: 2e (KTM)
- 1997: 3e (KTM)

### Rallye de Tunisie
- 1988: 3e (KTM)
- 1989: 5e (Honda HRC)
- 1990: 5e (Yamaha)
- 1994: 2e (KTM)
- 1995 :2e (KTM)
- 1996: Vainqueur (KTM)
- 1999: 4e (KTM)

### Rallye d'Égypte
- 1991: 3e (Yamaha)
- 1998: 4e (KTM)

### Rallye de Nouvelle-Calédonie
- 1987: Vainqueur (KTM)

### Baja Portugal
- 1990: 3e (Yamaha)
- 1992: 2e (Yamaha)
- 1994: Vainqueur (Yamaha)

### Championnat de France d'enduro
- 1980: 3e (Fantic Motor)
- 1981: 4e (Fantic Motor)
- 1982: 2e (Fantic Motor)
- 1983: Vainqueur (Fantic Motor)
- 6 Médailles d'or aux ISDE (Espagne, Pologne, France, Allemagne, Tchécoslovaquie, États-Unis)

### Coupe de France d'enduro
- 1988: Vainqueur (KTM)
- 1992: 3e (Yamaha)

### Championnat de France d'endurance tout-terrain
- 1985: Vainqueur (KAWASAKI)
- 1987: vainqueur (KTM)

## Palmarès Auto

### Titres
- Vainqueur de la Coupe du monde des Rallyes-Raid Marathon 2002
- Champion du monde des Rallyes-raid, deux roues motrices 2014 Coupe du monde des Rallye-raid FIA

### Rallye Dakar
- 2000 : 30e 3e T1(Mercedes)
- 2001 : 15e 2e T1(Mercedes)
- 2003 : Abandon (Buggy Fast Speed)
- 2004 : 9e 2e T1.1.1(Buggy Fast Speed)
- 2005 : 8e  1er T1.1.1 (Buggy Fast Speed)
- 2006 : 10e, 2 Victoires d'étape. (Buggy Schlesser)
- 2009 : 20e 3e T1.1.1( Buggy SMG)
- 2012 : 14e 3e T1.4.2 (Buggy Dessoude)
- 2015 : 40e (Buggy Dessoude)

### Autres résultats
- 1995 : 4e du Championnat de France des Rallyes sur Terre (Peugeot)
  - 4e des 24 Heures de Paris Tout-Terrain, 1er T1 (Mitsubishi)
- 1997 : 5e des 24 Heures de Paris Tout-Terrain, 1er T1 (Mitsubishi)
- 1999 : 9e du Championnat de France des Rallyes sur Terre (Peugeot)
- 2000 : 2e de la Coupe du Monde des Rallyes-Raid Marathon (Mercedes)
  - 3e des 24 Heures de Paris Tout-Terrain, 1er T1 (Mercedes)
- 2001 : 2e de la Coupe du Monde des Rallyes-Raid Marathon (Mercedes)
- 2002 : 1er des 24 Heures de Paris Tout-Terrain (Mercedes)
- 2003 : 2e de la Coupe du Monde des Rallyes-Raid T2 (Buggy Fast Speed)
- 2004 : 9e du Paris Dakar, 1er privé (Buggy Fast Speed)
  - 1er Baja deutshland (Buggy Fast Speed)
- 2005 : 8e du Paris Dakar, 1er privé, 1er T1.1.1 (Buggy Fast Speed)
  - 6e Rallye du Maroc, 2e T1.1.1 (Buggy Fast Speed)
- 2007 : 1er Outback Challenge (Nissan)
- 2011 : 21e du Silk Way Rallye, 1er T3 (Polaris)
- 2012 : 2e de la Baja Hail Saudi Arabia (Toyota)
- 2013 : 5e des 24 Heures du Maroc (Pro Truck)
- 2014 : 1er Africa Eco Race (Buggy Schlesser) 
  - 9e Baja Italie (Schlesser)
  - 10e Rallye du Maroc 1er T1.1.4 (Buggy Dessoude)